# Holiday City (Ohio)
Pour les articles homonymes, voir Holiday City.
Holiday City est un village américain situé dans le comté de Williams, dans l'Ohio. Selon le recensement de 2010, sa population est de 52 habitants.